# Ордруп
Ордруп — район муніципалітету Гентофте в північному передмісті Копенгагена (Данія), розташований приблизно за 12 км на північ від центру міста
У середні віки Ордруп був невеликим селом, яке складалося лише з восьми ферм і кузні, й розташовувалося на північ від Копенгагена. Перша письмова згадка про місто датується приблизно 1170 роком, коли цистерціанський монастир — Есрум Клостер — передав частину села, єпископу Абсалону.
1682 року в селі Ордруп було вісім дворів, селяни-фермери займалися землеробством. Загальна посівна площа становила 262,8 га землі, з них 53,88 га твердих зернових . Формою землеробства було потрійне землеробство. Фермери ще поповнювали свої доходи заготівлею торфу, який продавали на ринку в Копенгагені.

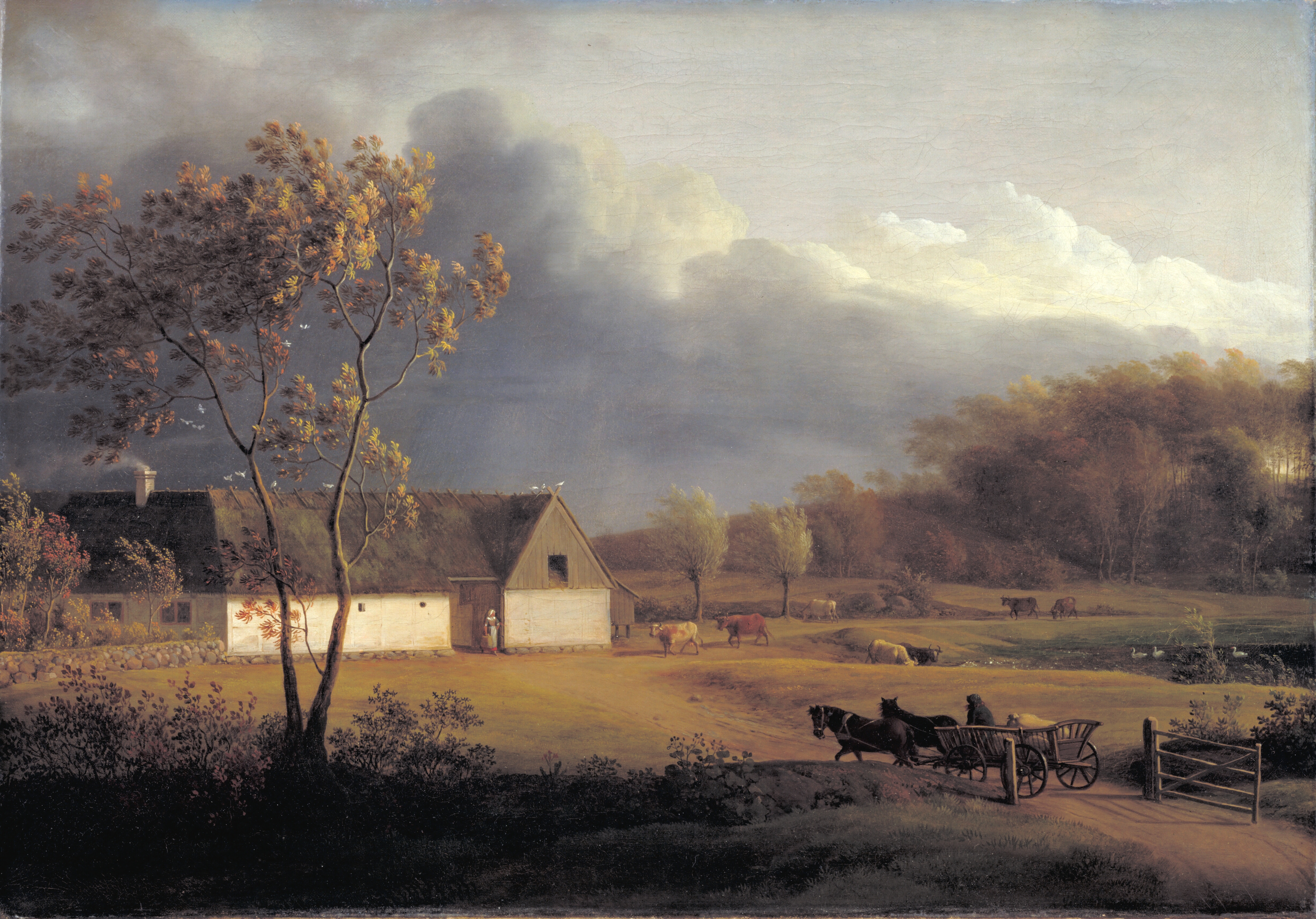
Одна із ферм Ордрупа на картині Єнса Юля, близько 1793

1765 року землі Ордрупа потрапили у власність замку Бернсторф після того, як міністр закордонних справ Йоган Гартвіг Ернст фон Бернсторф завдяки дарчому концесійному листу від короля Крістіана V – став власником того, що пізніше було названо маєтком Бернсторф, прилеглими земельними ділянкамиу Гентофте, Вангеде та Ордрупі. У 1765—1767 роках як землевласник Бернсторф провів сільськогосподарські реформи. Було складено детальну карту земель. Землю поділили на ділянки. Жеребкування, яке відбулося в палаці Бернсторф 1 вересня 1765 року, розподілило земельні ділянки між місцевими фермерами. Ферми були продані селянам за помірними цінами. Реформи привели до підвищення доходів як фермерів, так і Бернсторфа.

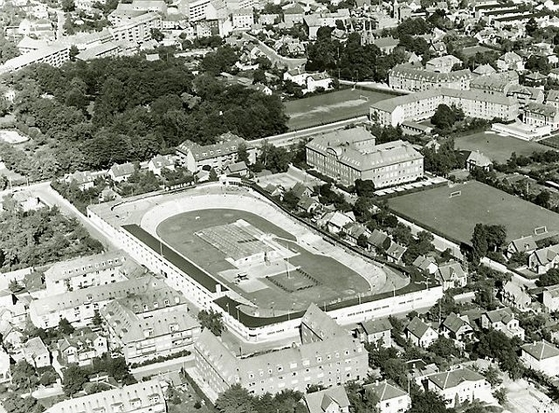
Велодром і школа в Ордрупі, 1956

Живописна місцевість навколо Олдрупа стала популярним місцем екскурсій та прогулянок для мешканців Копенгагена в ХVII сторіччі.
1789 року пожежа знищила практично все село. Пожежа почалася в майстерні Теглгордена, коли горщик з клеєм, який википів, запалив трохи стружки. Розвиток від села до суцільного міського району розпочався у другій половині ХІХ сторіччя. Було вирішено відбудувати ферми на їхніх полях. Ділянки в селі були продані ремісникам або жителям Копенгагена. Багато ферм було перетворено на заміські будинки, особливо після відкриття в 1864 році Клампенборзької залізниці — однієї з шести радіальних залізничних ліній у Копенгагені. Вона обслуговує житлові райони східного Гентофте та популярні екскурсійні напрямки. 
Урбанізація та поява залізничної інфраструктури забезпечили швидкий розвиток Ордрупа та всіх частин муніципалітету Гентофте. На початку 1900-х рр. почали розростатися житлові райони. Кількість мешканців Ордрупа швидко зростала: 1901 року в місті проживало 6636 осіб, 1906 року — 7638, а в 1911 році — 8794 особи. Вже в цей час відмінності між різними міськими районами зникали, і з 1916 року весь муніципалітет Гентофте вважався передмістям Копенгагена.
Перша реальна школа в Ордрупі — Realskole — відкрилася 1 травня 1867 року. За нею 1873 року — католицька школа для хлопчиків — коледж Святого Андрія. Школа мала свою церкву Св. Андрея, бібліотеку з 11 000 томів, пансіон для хлопчиків. Школу та церкву побудувала Поллі Берлінг, власниця Ордруфея, яка прийняла католицизм у 1869 році. Маленька приватна школа з 1879 року — Friser Skole — швидко розширювалася і в 1911 році змінила статус на гімназію на Ordrup Gymnasium. 1984 року був відкритий притулок кронпринца Фредеріка та кронпринцеси Луїзи для дітей-сиріт. На переломі ХІХ — ХХ сторіч Ордруп мав протестантську парафіяльну церкву, збудовану 1878 році. 1891 року парафія Ордруп була відокремлена від парафії Гентофте. В місті вже були аптека, готель, власна поштово-телеграфна станція, яка забезпечувала зв'язок з Копенгагеном та сусідніми містечками.
Тут розташовувалися заміські маєтки заможних мешканців Копенгагена, літня резиденція кронпринца.
29 липня 1888 року відбулася перша велосипедна  гонка на велодромі (Cykelbane), яка спочатку була прокладена як гравійна траса без поворотів. Пізніше з'явилися схили, і трасу назвали Велодром. 
Сьогодні Ордруп виріс разом із навколишніми районами муніципалітету Гентофте. Кількість населення міста за переписом 1981 року становила 11.569 осіб. У місті функціонують музей міста, велотрек, в будинку, де був притулок, тепер дитячий садочок.